# رادیو جهرم
رادیو جهرم از رادیوهای شهری وابسته به صدا و سیمای جمهوری اسلامی ایران بود که در سال ۱۳۵۶ در جهرم افتتاح شد. این رادیو در ایام انقلاب اسلامی و دوران جنگ ایران و عراق دارای فعالیت گسترده‌ای بود و هر هفته از نماز جمعه جهرم پخش مستقیم داشت ولی پس از ۳۵ سال فعالیت، از ادامه کار بازماند.
کتابی به نام «روی موج جنگ: بازخوانی تاریخچه و نقش رادیو جهرم در دفاع مقدس» دربارهٔ نقش رادیو جهرم در دوران جنگ ایران و عراق نوشته شده است.

## راه‌اندازی مجدد
برنامه‌هایی برای راه‌اندازی دوبارهٔ رادیو جهرم وجود دارد. لطف‌الله دژکام، امام جمعه وقت جهرم، محمدرضا رضایی کوچی، نماینده شهرستان در مجلس شورای اسلامی و همچنین فرماندار ویژه وقت شهرستان از جمله مطالبه‌گران راه‌اندازی دوبارهٔ رادیو هستند. مدیرکل صدا و سیمای مرکز فارس نیز در این زمینه اجازه راه‌اندازی دوباره را بسته به مجوز سازمان صدا و سیما و خارج از اختیارات صدا و سیمای فارس و تحقق آن را وابسته به تلاش و پیگیری مسئولان شهر دانسته است.